# موشلن (گایزلتال)
شهر موشلن (به آلمانی: Mücheln) در ایالت زاکسن-آنهالت در کشور آلمان واقع شده‌است.